# Silk Way Airlines
Silk Way Airlines is een Azerbeidzjaanse vrachtluchtvaartmaatschappij die vanuit haar thuisbasis Bakoe vrachtvluchten uitvoert.

## Geschiedenis
Silk Way Airlines is opgericht in 2001. Het heeft nauwe banden met de Oekraïense luchtvaartmaatschappij Shovkoviy Shlyah Airlines.

## Diensten
De maatschappij voert vrachtdiensten uit naar: (juli 2007)
- Aktau, Bagdad, Bakoe, Bisjkek, Kabul, Luxemburg, Nachitsjevan, Tbilisi, Ürümqi, Maastricht, Brussels Airport en Amsterdam.

## Vloot
De vloot van Silk Way Airlines bestaat uit: (oktober 2018) 
- Iljoesjin Il-76TD: 7.
- Boeing 747-8F:     9.
- Boeing 747-400F:   5.
- Antonov An-178:    10 besteld.
- Antonov An-12:     3.

Azal Avia Cargo · Azerbaijan Airlines · Silk Way Airlines · Sky Wind · SW Business Aviation

Opgeheven: Imair Airlines · Turan Air